# Стидинська Дача
Стидинська Дача — болотне заповідне урочище в Україні. Розташоване в межах Костопільського району Рівненської області. 
Площа 412 га. Створене рішенням Рівненського облвиконкому № 343 від 22.11.1983 року. Землекористувач: ДП «Костопільський лісгосп» (Стидинське лісництво, кв. 6-8, 14). 
Заповідне урочище створене для збереження ділянки лісу з наявністю дикоростучих ягідників. Воно складається із галявин і ділянки соснового лісу із домішками берези, осики, вільхи, а також низинних боліт.